# جایزه هیئت ملی بازبینی بهترین فیلم‌نامه اقتباسی
جایزه هیئت ملی بازبینی بهترین فیلمنامه اقتباسی (انگلیسی: National Board of Review Award for Best Adapted Screenplay) یک جایزه سالانه فیلم است که (از سال ۲۰۰۳) توسط هیئت ملی بازبینی فیلم اهدا می‌شود. سال‌های جدول نشان‌دهنده سال‌های ارزیابی‌شده فیلم است، مراسم اهدای جوایز در سال بعد برگزار می‌شود.

## دهه  ۲۰۰۰
| سال  | برنده                          | نویسنده                            | اثر اقتباس شده                                                |
| ---- | ------------------------------ | ---------------------------------- | ------------------------------------------------------------- |
| ۲۰۰۰ | همه اسب‌های زیبا (فیلم)         | تد تلی                             | novel اثر کورمک مک‌کارتی                                       |
| ۲۰۰۱ | در اتاق خواب                   | Robert Festinger و تاد فیلد        | short story اثر Andre Dubus                                   |
| ۲۰۰۲ | اعترافات یک ذهن خطرناک         | چارلی کافمن                        | اعترافات یک ذهن خطرناک اثر چاک باریس                          |
| ۲۰۰۳ | کوهستان سرد                    | آنتونی مینگلا                      | novel اثر Charles Frazier                                     |
| ۲۰۰۴ | راه‌های فرعی                    | الکساندر پین و جیم تیلور (نویسنده) | novel اثر Rex Pickett                                         |
| ۲۰۰۵ | سیریانا                        | استیون گیگان                       | book اثر رابرت بائر                                           |
| ۲۰۰۶ | پرده رنگی                      | ران نیسوانر                        | هفتمین گناه اثر سامرست موآم                                   |
| ۲۰۰۷ | جایی برای پیرمردها نیست (فیلم) | برادران کوئن                       | جایی برای پیرمردها نیست اثر کورمک مک‌کارتی                     |
| ۲۰۰۸ | مورد عجیب بنجامین باتن         | اریک راث                           | مورد عجیب بنجامین باتن (داستان کوتاه) اثر اف. اسکات فیتزجرالد |
| ۲۰۰۸ | میلیونر زاغه‌نشین               | سایمن بوفوی                        | novel اثر Vikas Swarup                                        |
| ۲۰۰۹ | بالا در آسمان (فیلم ۲۰۰۹)      | جیسون رایتمن و شلدن ترنر           | novel اثر Walter Kirn                                         |